# Punta Cana
Punta Cana är en ort i Dominikanska republiken.   Den ligger i provinsen La Altagracia, i den östra delen av landet, cirka 170 kilometer öster om huvudstaden Santo Domingo. Punta Cana ligger 28 meter över havet och antalet invånare är 100 023.

## Geografi
Terrängen runt Punta Cana är platt, och sluttar österut. Runt Punta Cana är det ganska tätbefolkat, med 72 invånare per kvadratkilometer. Det finns inga andra samhällen i närheten. Omgivningarna runt Punta Cana är en mosaik av jordbruksmark och naturlig växtlighet.